# Olympische Sommerspiele 2016/Schwimmen – 10 km Freiwasser (Frauen)
Das 10 km Freiwasserschwimmen der Frauen bei den Olympischen Spielen 2016 in Rio de Janeiro wurde am 15. August 2016 am Forte de Copacabana ausgetragen. 26 Athletinnen aus 24 Ländern nahmen daran teil. Die Olympiasiegerin Sharon van Rouwendaal kam wie auch bei den Männern aus den Niederlanden.
Das Rennen wurde in einem Finallauf ausgetragen.

## Titelträger
| Olympiasieger | Éva Risztov ( Ungarn)        | 1:57:38,2 h | London 2012 |
| Weltmeister   | Aurélie Muller ( Frankreich) | 1:58:04,3 h | Kasan 2015  |
| Europameister | Rachele Bruni ( Italien)     | 2:07:00,1 h | Hoorn 2016  |

## Rennen

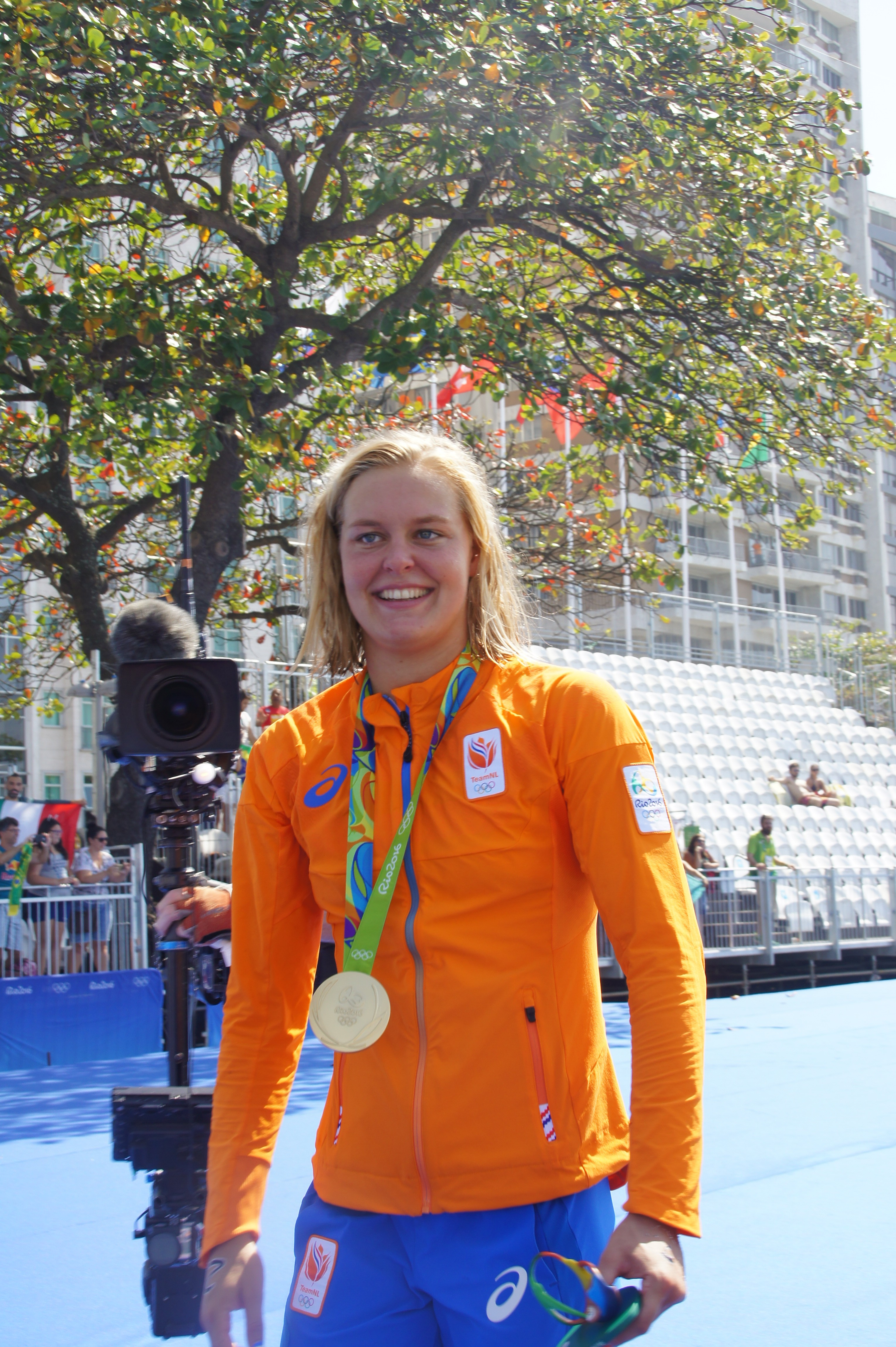
Olympiasiegerin Sharon van Rouwendaal mit der Goldmedaille

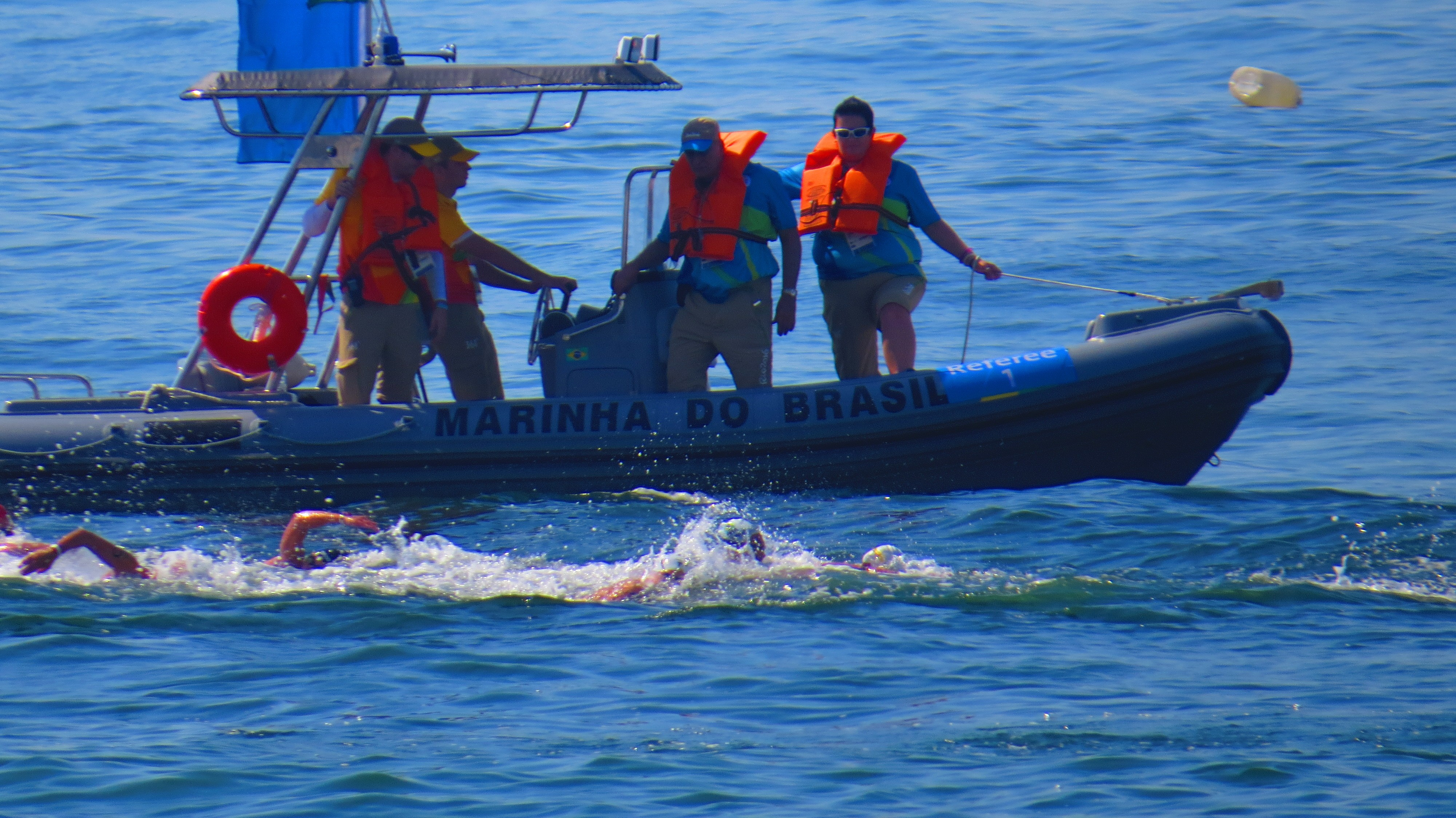
Szene aus dem Rennen

| Platz | Name                     | Nation             | Zeit        |
| ----- | ------------------------ | ------------------ | ----------- |
| 01    | Sharon van Rouwendaal    | Niederlande        | 1:56:32,1 h |
| 02    | Rachele Bruni            | Italien            | 1:56:49,5 h |
| 03    | Poliana Okimoto          | Brasilien          | 1:56:51,4 h |
| 04    | Xin Xin                  | China              | 1:57:14,4 h |
| 05    | Haley Anderson           | Vereinigte Staaten | 1:57:20,2 h |
| 06    | Isabelle Härle           | Deutschland        | 1:57:22,1 h |
| 07    | Keri-Anne Payne          | Großbritannien     | 1:57:23,9 h |
| 08    | Anastassija Krapiwina    | Russland           | 1:57:25,9 h |
| 09    | Samantha Arévalo Salinas | Ecuador            | 1:57:27,2 h |
| 10    | Ana Marcela Cunha        | Brasilien          | 1:57:29,0 h |
| 11    | Kalliopi Araouzou        | Griechenland       | 1:57:31,6 h |
| 12    | Yumi Kida                | Japan              | 1:57:35,2 h |
| 13    | Éva Risztov              | Ungarn             | 1:57:42,8 h |
| 14    | Anna Olasz               | Ungarn             | 1:57:45,5 h |
| 15    | Chelsea Gubecka          | Australien         | 1:58:12,7 h |
| 16    | Špela Perše              | Slowenien          | 1:58:59,6 h |
| 17    | Erika Villaécija         | Spanien            | 1:59:04,8 h |
| 18    | Michelle Weber           | Südafrika          | 1:59:05,0 h |
| 19    | Jana Pechanová           | Tschechien         | 1:59:07,7 h |
| 20    | Paola Pérez              | Venezuela          | 1:59:07,7 h |
| 21    | Heidi Gan                | Malaysia           | 1:59:07,9 h |
| 22    | Joanna Zachoszcz         | Polen              | 1:59:20,4 h |
| 23    | Stephanie Horner         | Kanada             | 1:59:22,1 h |
| 24    | Vânia Neves              | Portugal           | 2:01:39,3 h |
| 25    | Reem Kassem              | Ägypten            | 2:05:19,1 h |
|       | Aurélie Muller           | Frankreich         | DSQ         |